# Tiffany Ho
Tiffany Ho (Sydney, 6 gennaio 1998) è una giocatrice di badminton australiana.

## Palmarès
- Campionati oceaniani

Papetee 2016: oro nel torneo individuale, bronzo nel doppio femminile e nel doppio misto
Noumea 2017: argento nel torneo individuale e nel doppio femminile
Ballarat 2020: bronzo nel torneo individuale e nel doppio femminile
Melbourne 2022: bronzo nel torneo individuale
Geelong 2024: oro nel torneo individuale